# 1218 هـ
1218 هـ هي سنة في التقويم الهجري امتدت مقابلةً في التقويم الميلادي بين سنتي 1803 و1804.

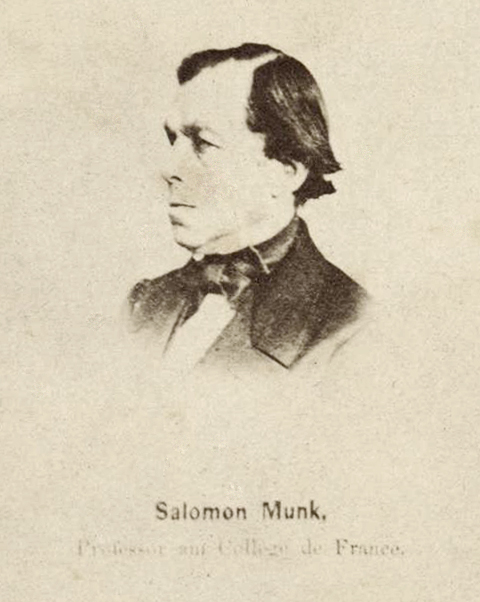
سالومون منك

## أحداث
- مقتل عبد العزيز بن محمد أمير الدرعية على يد رجل كردي، من أهل العمادية اسمه عثمان، الذي أتى الدرعية في صورة درويش[5]، والإمام سعود بن عبد العزيز بن محمد يتولى الحكم.

## مواليد
- زين العابدين الكلبايكاني
- سالومون منك
- عبد الغفار الأخرس
- يوهان أوجست فولرز

## وفيات
- أحمد بن موسى العروسي
- عبد العزيز بن محمد آل سعود
- منصور بن عبد الله بن حماد
- الأمير عبد العزيز بن محمد بن سعود الأمير الثاني للدولة السعودية الأولى.